# Hidegkút
Hidegkút (németül: Kaltenbrunn bei Weißbrunn) község Veszprém vármegyében, a Veszprémi járásban.

## Fekvése
Hidegkút a Balaton-felvidéken, a Déli-Bakonyban fekszik, Veszprémtől 15 kilométerre, Balatonfüredtől légvonalban csak 6, közúton viszont mintegy 13 kilométerre. Veszprém irányából a Tapolcára vezető 77-es főútból, annak 9,700-as kilométerszelvényénél dél felé kiágazó 73 107-es számú úton érhetjük el a települést, míg Balatonfüredről Balatonszőlősön át Tótvázsonyig kell eljutni a 7304-es úton, ahonnan a 73 108-as út vezet Hidegkút felé.
A csodálatos völgyben fekvő kis falut erdők, és hegyek veszik körbe, mint például a Recsek-hegy – mely szívesen látogatott hely a turisták számára is, hisz itt található a Noszlopy Gáspár-kilátó – de a völgy magasabban fekvő pontjairól Tihanyt és a Balaton déli partját is megcsodálhatjuk.

## Története
A településről egy, az 1300-as években kiállított okiratban találhatjuk a legkorábbi ismert feljegyzést. Egyik része – Felső-, majd Kishidegkút – több nemesi család birtoka volt, másik része – Alsóhidegkút – a Fajszi Ányos-családé volt a középkorban. A török háborúk során többször kifosztották, 1664-től pedig teljesen elnéptelenedett. Az Esterházyak 1751-ben szabadmenetelű német jobbágyokkal telepítették be Kis- és Nagyhidegkutat, mely két község csak 1927-ben egyesült.
A Balaton irányába ereszkedő gyönyörű völgy felső végétől /ahol ma már körös-körül szántóföldek és erdők vannak/ húzódik az öt utcából álló kisközség. A völgy fölötti domb alján fakad a Hármas-forrás, melynek vize tovább folyva jelzi a Kis- és Nagyhidegkút közti határt. A községből különböző hosszúságú turistaútvonalak vezetnek a Recsek-hegy, a Som-hegy és a Koloska-völgy felé.
A kisközségnek kiemelkedő épülete a római katolikus templom, amely 1780-ra készült el. Ezt követő években került sor a templom berendezési tárgyainak elkészítésére (festési, képfaragói, asztalosmunkák, új harang készítése) majd később átalakítására, többszöri felújítására. A korábbi időszakot illetően két templomról is szól a krónika, de a másiknak maradványai ezidáig nem kerültek elő.
A község lakosainak száma 412 fő. A népesség zömében a szolgáltatásban Balatonfüreden és Veszprémben, kisebb részben a mezőgazdaságban tevékenykedik.

## Közélete

### Polgármesterei
- 1990–1994: Zsernoviczky Tibor (független)[3]
- 1994–1998: Zsernoviczky Tibor (független)[4]
- 1998–2002: Zsernoviczky Tibor (független)[5]
- 2002–2006: Zsernoviczki Tibor (független)[6]
- 2006–2010: Zsernoviczky Tibor (független)[7]
- 2010–2014: Pénzes Erzsébet (független)[8]
- 2014–2019: Dr. Kriszt András (független)[9]
- 2019–2024: Dr. Kriszt András (független)[10]
- 2024– : Dr. Kriszt András (független)[1]

## Népesség
A település népességének változása:
| Lakosok száma | 417  | 418  | 410  | 447  | 457  | 446  | 458  |
|               | 2013 | 2014 | 2015 | 2021 | 2022 | 2023 | 2024 |

A 2011-es népszámlálás során a lakosok 80%-a magyarnak, 21,4% németnek mondta magát (20% nem nyilatkozott; a kettős identitások miatt az végösszeg nagyobb lehet 100%-nál). A vallási megoszlás a következő volt: római katolikus 53,8%, református 4,8%, evangélikus 1,4%, felekezeten kívüli 12,5% (27,2% nem nyilatkozott).
2022-ben a lakosság 92,1%-a vallotta magát magyarnak, 13,6% németnek, 0,2% románnak, 2,2% egyéb, nem hazai nemzetiségűnek (7,7% nem nyilatkozott; a kettős identitások miatt a végösszeg nagyobb lehet 100%-nál). Vallásuk szerint 42,9% volt római katolikus, 5,7% református, 1,5% evangélikus, 0,2% görög katolikus, 1,1% egyéb keresztény, 1,3% egyéb katolikus, 10,3% felekezeten kívüli (37% nem válaszolt).

## Nevezetességei
- Római katolikus templom: Szűz Mária bemutatása
- Falumúzeum
- Fő utca népies, öreg házai
- Noszlopy Gáspár-kilátó és természeti értékek, a Hidegkúti-séd partvonala

## Képgaléria

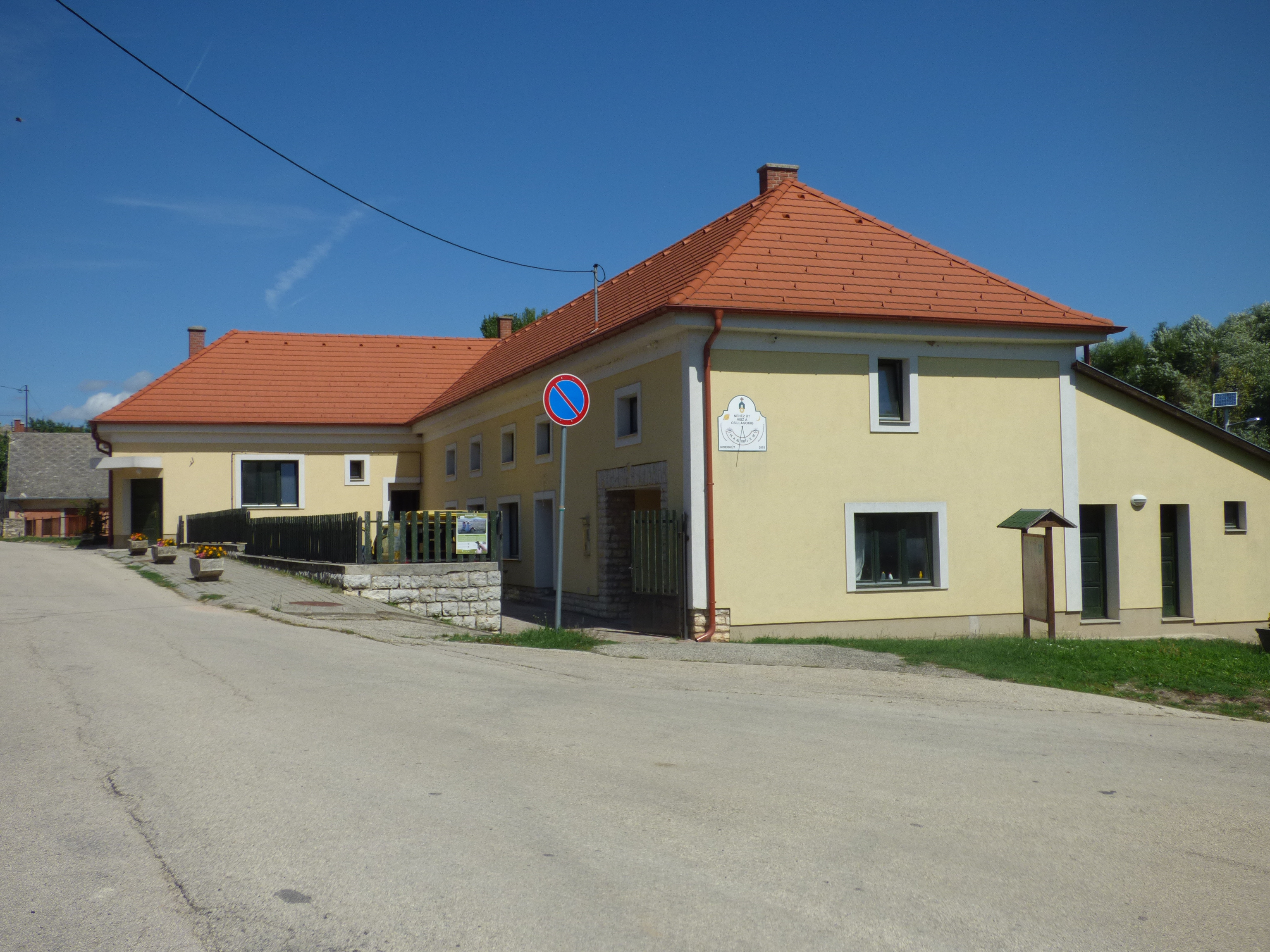
Falukép Hidegkút központjában
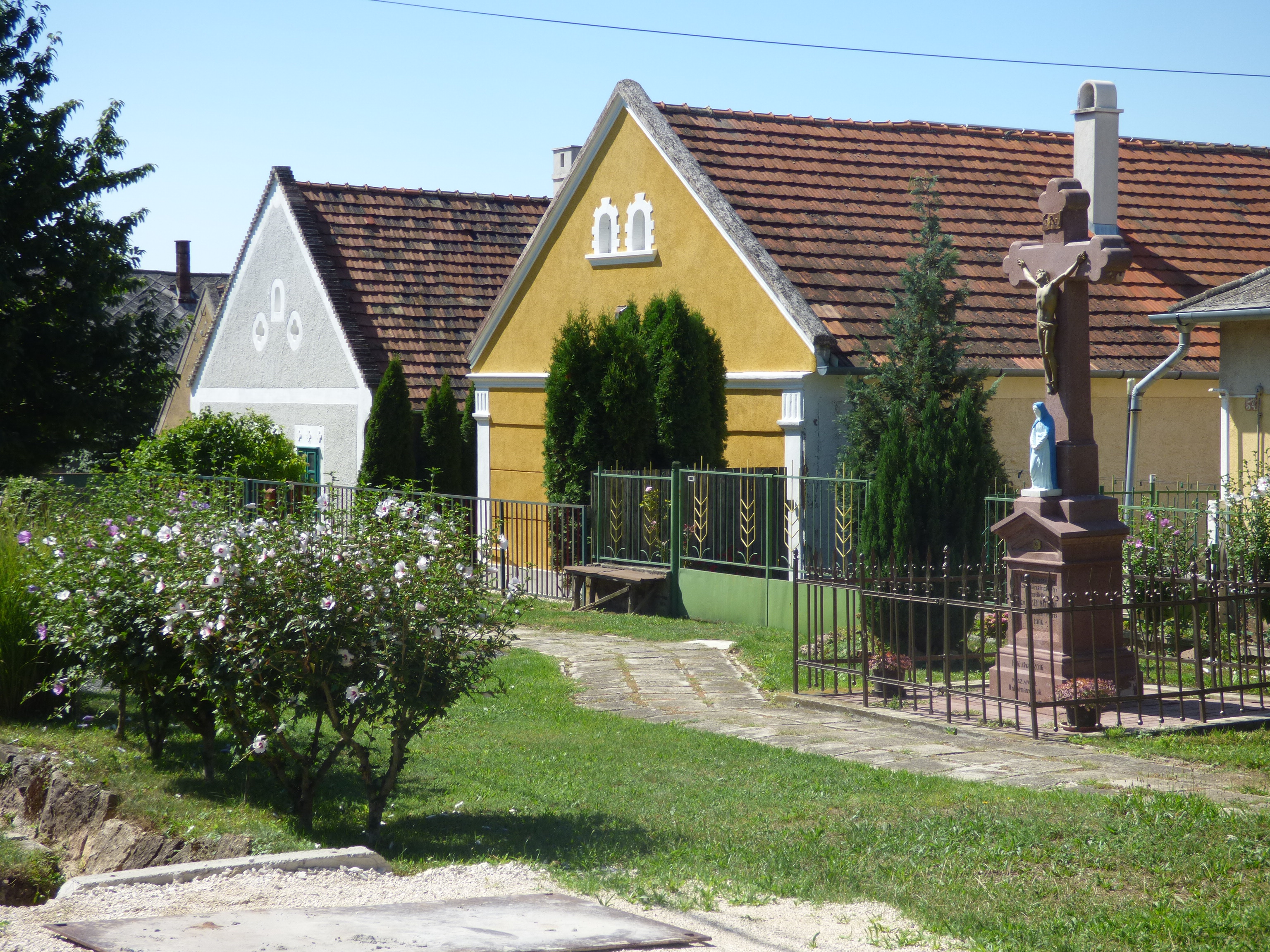
Hidegkút, utcakép
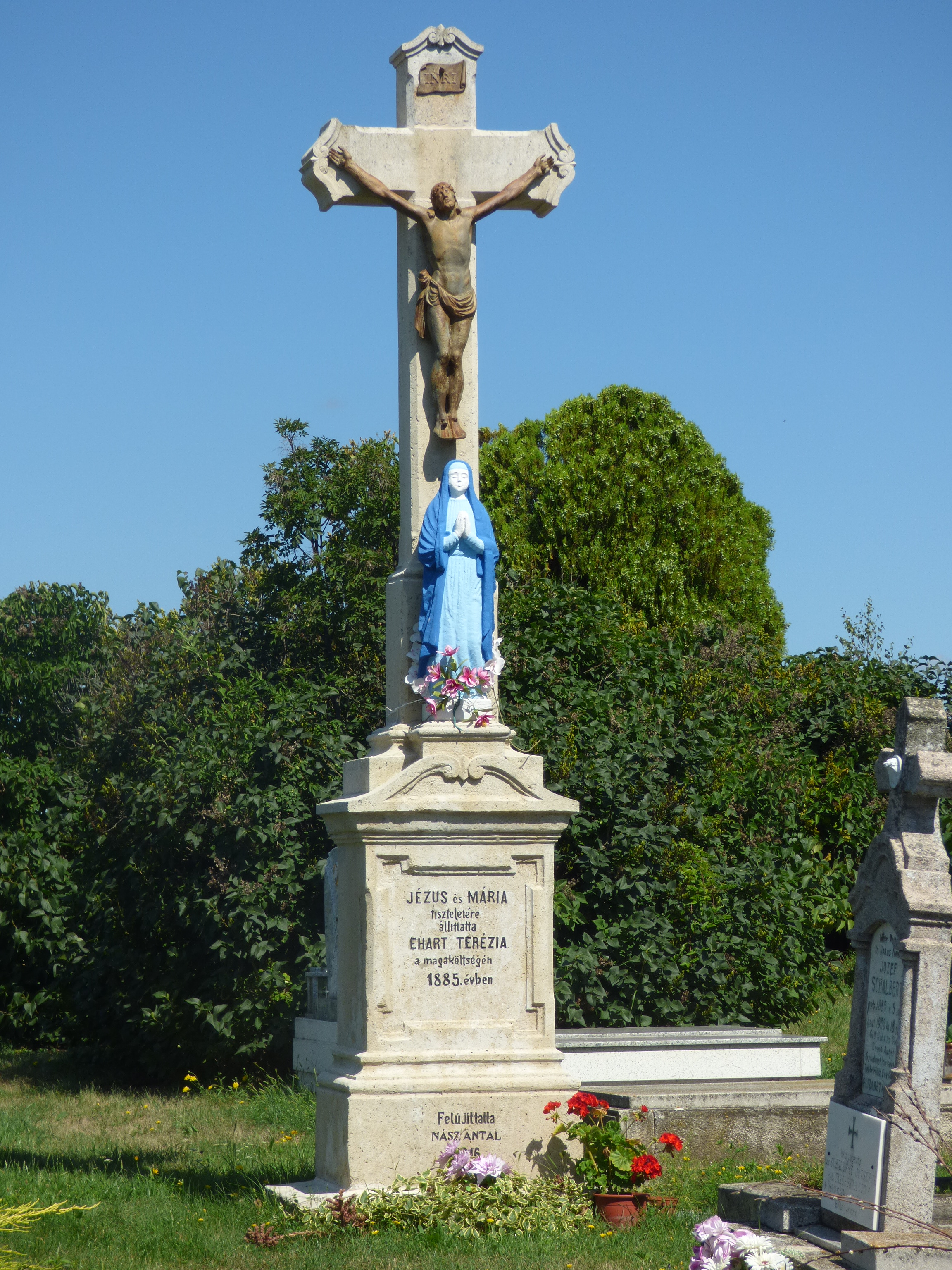
Hidegkút, útszéli kereszt
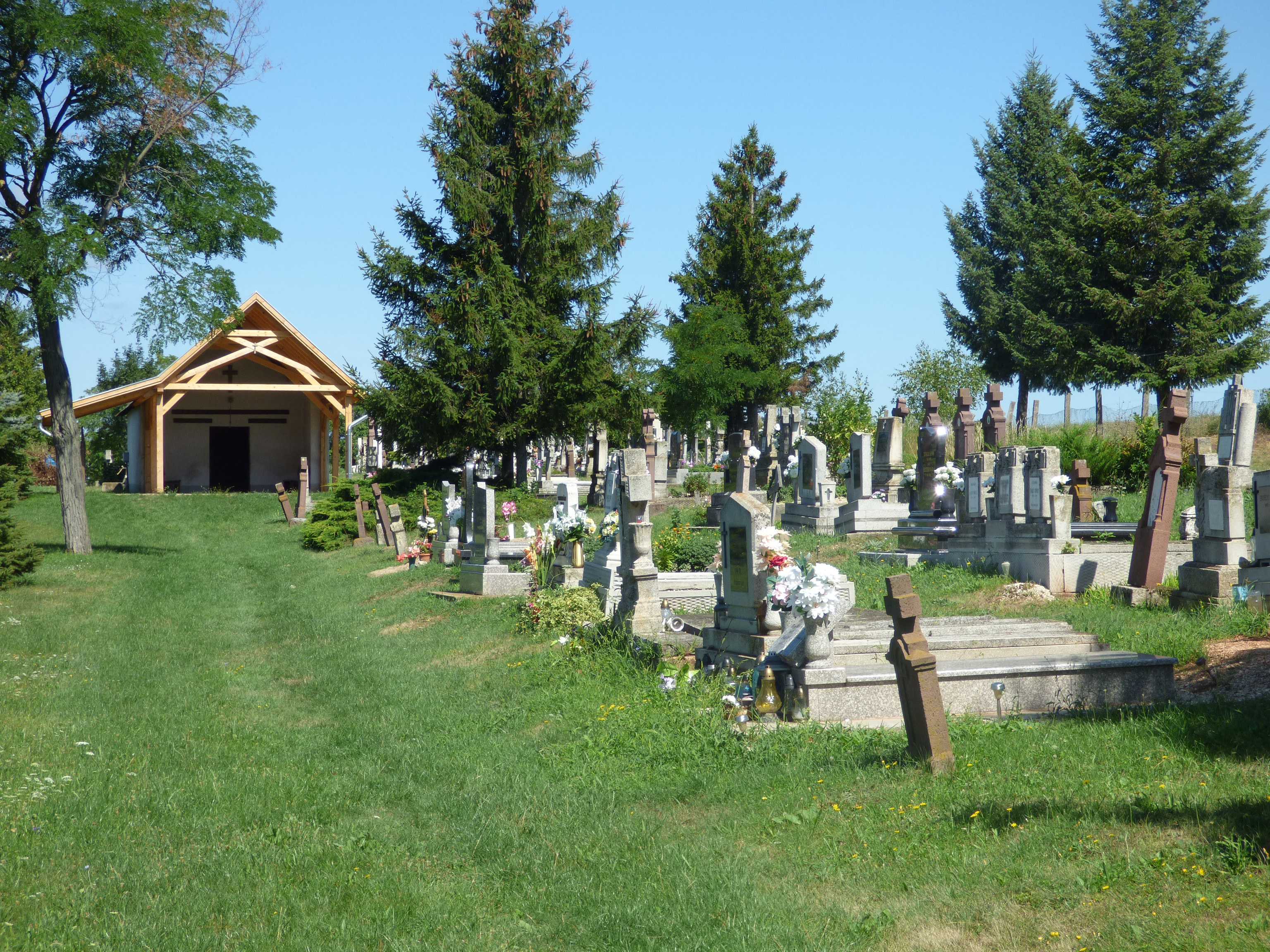
Hidegkút, temető
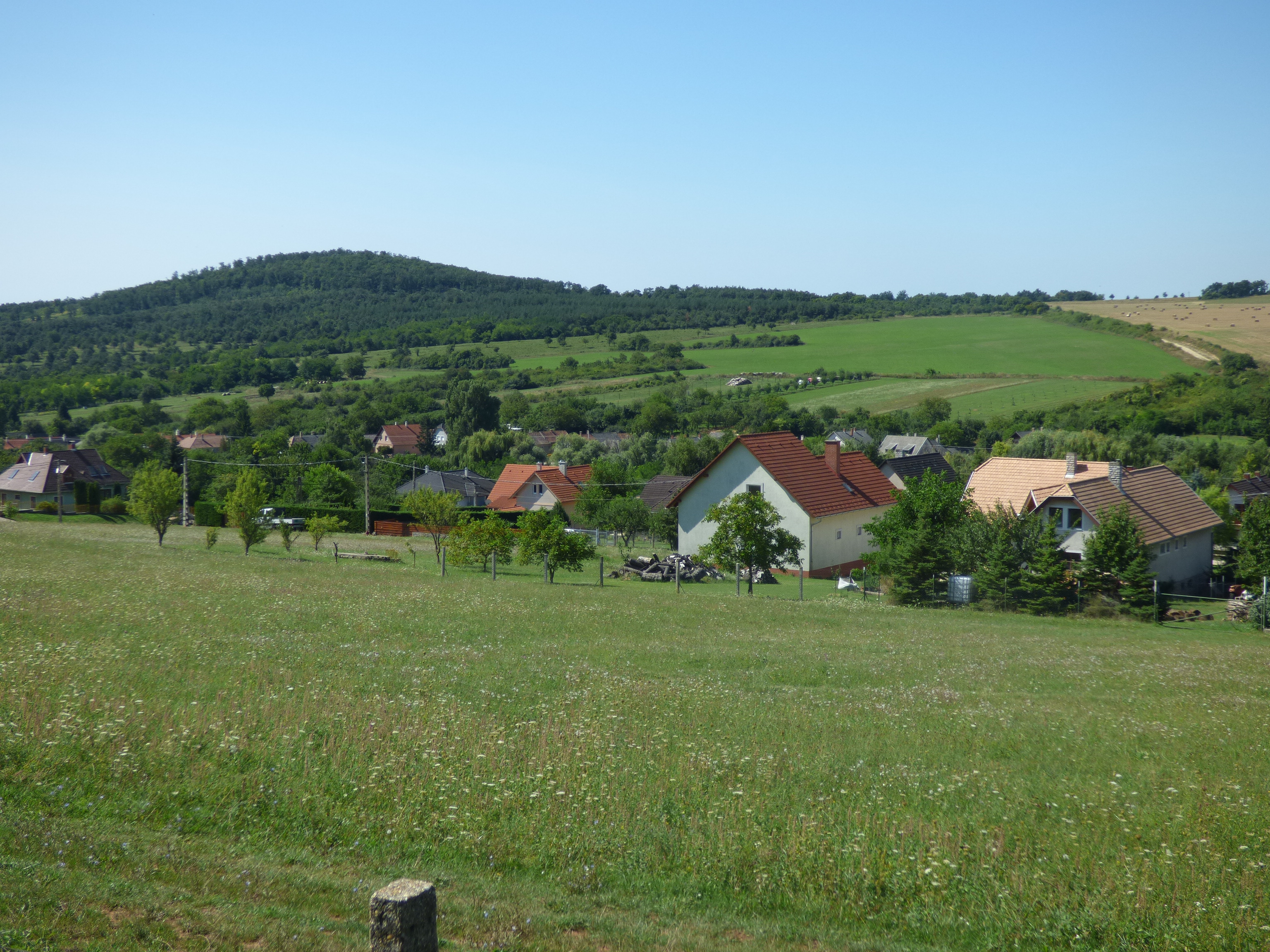
Hidegkút, távlati falukép
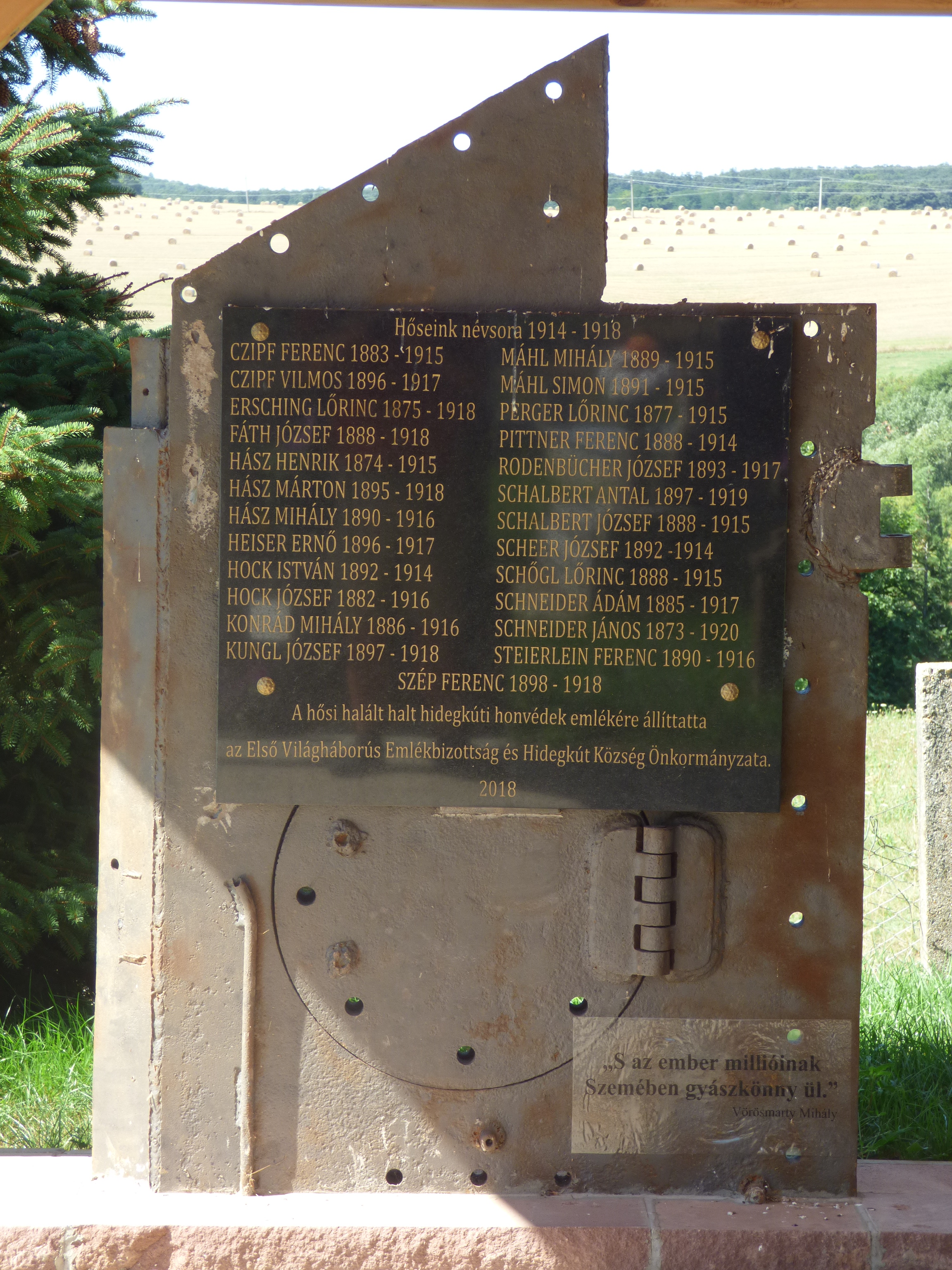
Hidegkút, hősi emlékmű
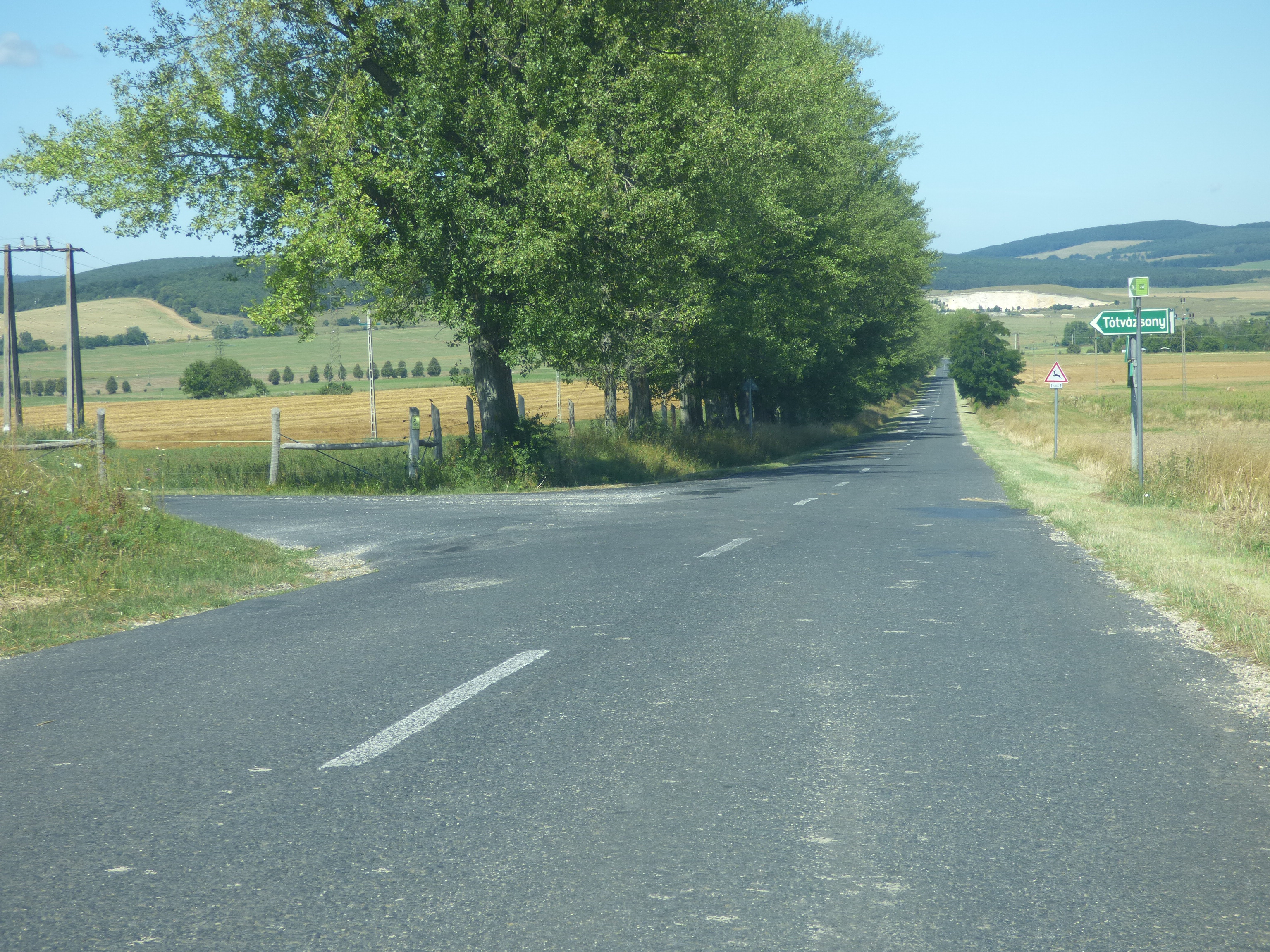
A Hidegkútra vezető bekötőút tótvázsonyi elágazása
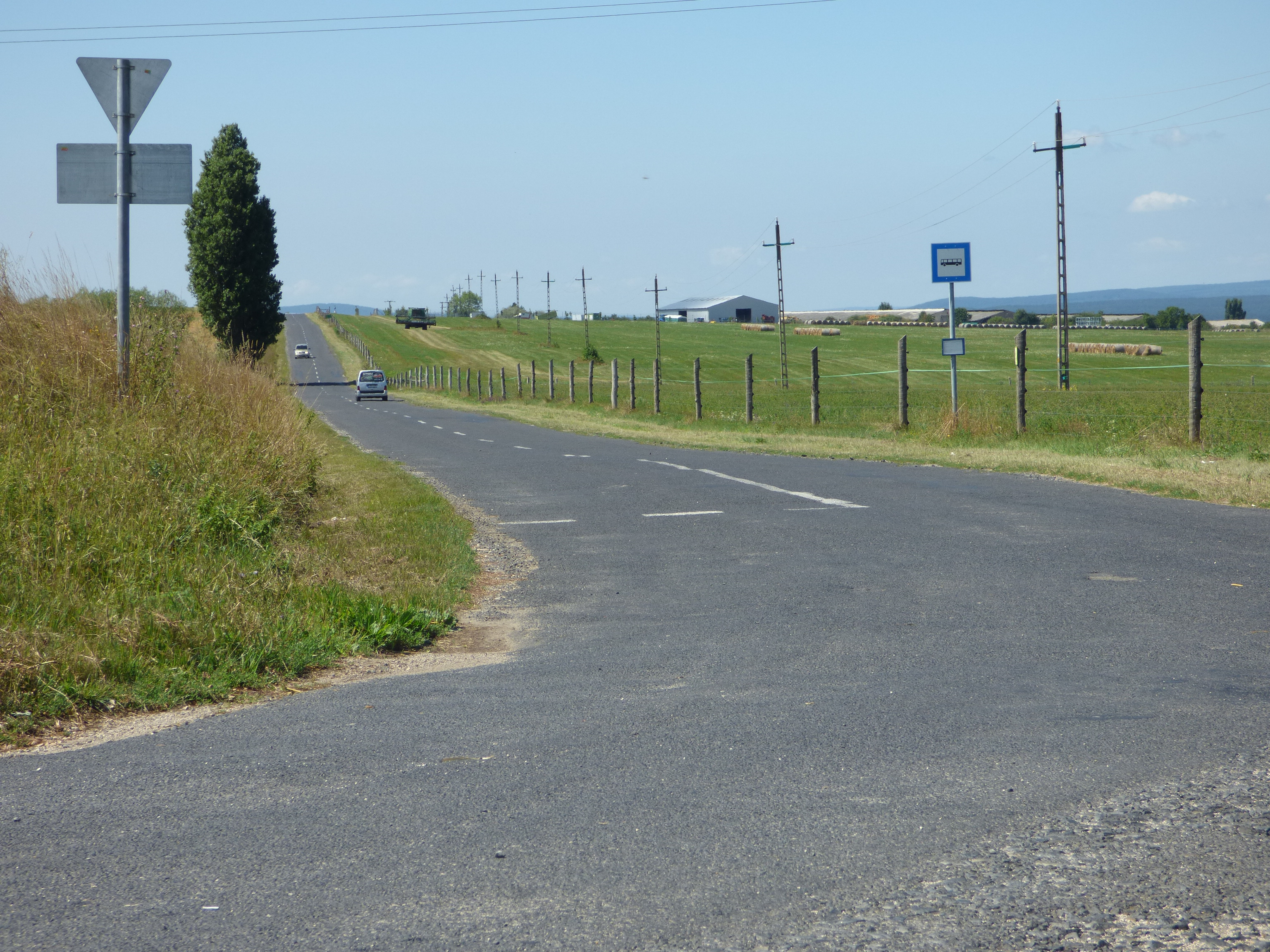
Buszmegálló Hidegkútról Tótvázsony felé nézve
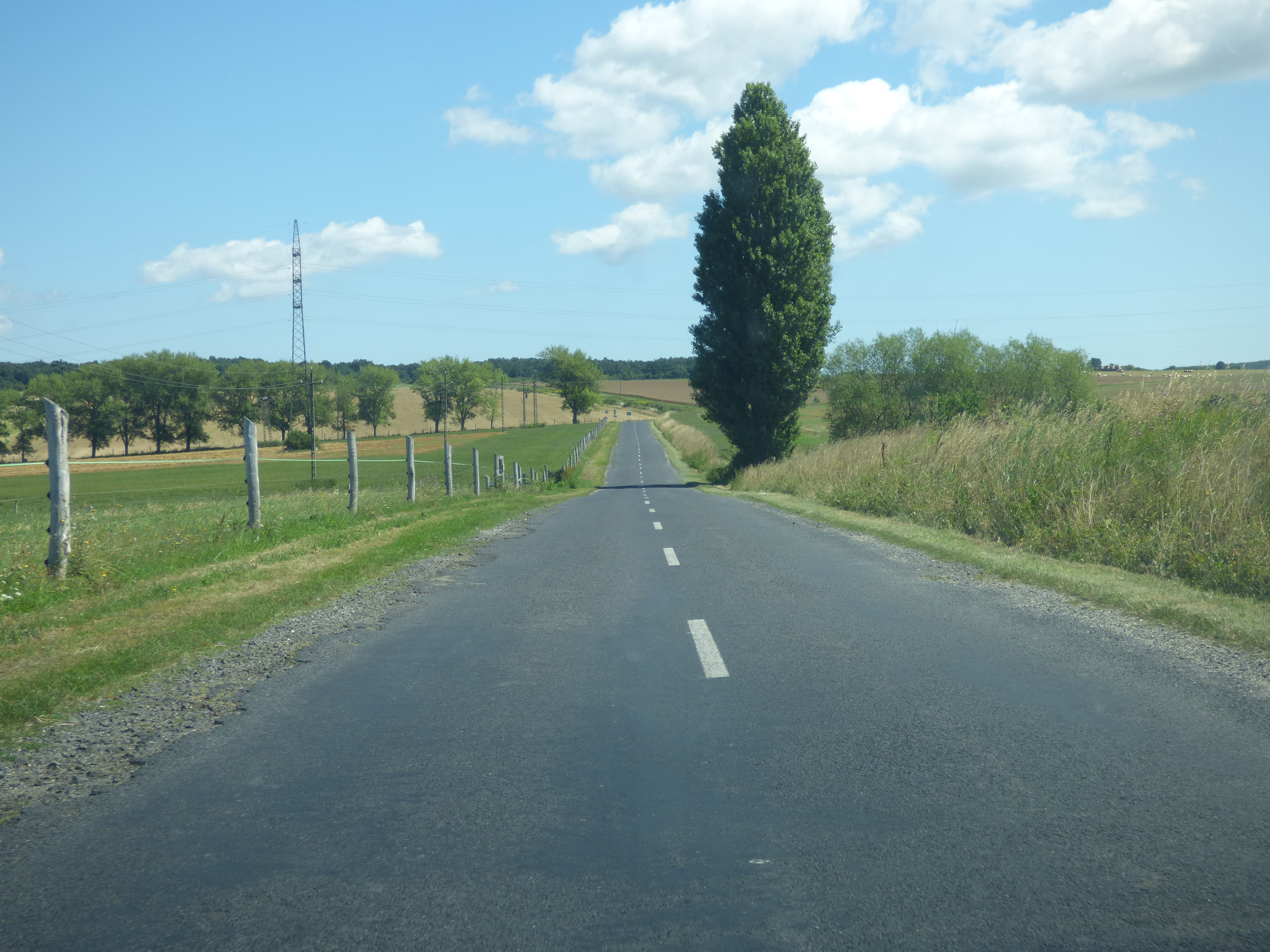
A hidegkúti bekötőút a 77-es főúti kiágazása közelében